# بنيامين بوشواري
بنيامين بوشواري أو بنجامين بوشواري (من مواليد 13 تشرين الثاني/نوفمبر 2001) هو لاعب كرة قدم مغربي محترف يلعب كلاعبِ خط وسط في نادي سانت إتيان الفرنسي والمنتخب المغربي.

## المسيرة الكرويّة

### البداية
وُلد بنيامين بوشواري في بلجيكا، لكنّه بدأ مسيرتهُ الكرويّة في قسمِ الشباب الخاصّ بفريقِ فورتونا سيتارد الهولندي حيثُ كان جزءًا من فريقهم الأقلِّ من 19 سنة. سُرعان ما انضمَّ بوشواري إلى قسم الشباب في فريقِ رودا كيركراده وكان جزءًا من فريقهم تحتَ 19 سنة وتحت 21 سنة لاحقًا.

### رودا كيركراده
وقَّع بنيامين أول عقدٍ احترافي له في دوري الدرجة الثانيّة الهواندي رفقةَ فريق رودا كيركراده وذلكَ في عام 2020، من أجل تمثيل الفريق في موسم 2020–21. أول ظهورٍ لبنيامين مع ناديه الجديد كان في مباراةٍ ضمنَ كأس هولندا ضد فورتونا سيتارد في 28 تشرين الأول/أكتوبر 2020 حيثُ دخلَ كبديلٍ لللاعبِ باتريك بفلوك في الدقيقة 77 من المباراة التي انتهت بهدفينِ نظيفين لصالحِ فورتونا سيتارد. ظهر بنيامين لأول مرة في الدوري الهولندي ضد يونج إف سي أوتريخت في 9 تشرين الثاني/نوفمبر 2020، حيثُ دخلَ بديلًا مُجددًا لللاعبِ باتريك بفلوك في الدقيقة 81 من عمرِ المباراة التي انتهت بخسارةٍ بهدفين نظيفين. سجل بنيامين هدفه الأول للنادي ضد إكسلسيور في 15 شباط/فبراير 2021 في الدقيقة 83 مساهمًا في تحقيقِ فريقه للفوز بنتيجة 1-3.

### سانت إتيان
وقَّع بوشواري في 16 آب/أغسطس 2022 عقدًا لمدة ثلاث سنوات مع نادي سانت إتيان الفرنسي.

## المسيرة الدوليّة
وُلد بنيامين في بلجيكا لأبوين مغاربة. اختار عام 2021 تمثيل منتخب المغرب تحت 23 سنة.

## الإنجازات
المغرب تحت 23
- كأس الأمم الإفريقية : 2023[14]
- برونزية كرة القدم الأولمبية : 2024[15]

## إحصائيات
| النادي        | الموسم        | الدوري         | الدوري        | الدوري      | الكأس         | الكأس       | منافسات أخرى  | منافسات أخرى | المجموع       | المجموع     |
| النادي        | الموسم        | الدرجة         | عدد المباريات | عدد الأهداف | عدد المباريات | عدد الأهداف | عدد المباريات | عدد الأهداف  | عدد المباريات | عدد الأهداف |
| ------------- | ------------- | -------------- | ------------- | ----------- | ------------- | ----------- | ------------- | ------------ | ------------- | ----------- |
| رودا كيركراده | 2020 - 21     | الدرجة الثانيّة | 28            | 1           | 1             | 0           | 2             | 0            | 31            | 1           |
| رودا كيركراده | 2021 - 22     | الدرجة الثانيّة | 36            | 2           | 0             | 0           | 1             | 0            | 37            | 2           |
| رودا كيركراده | 2022 - 23     | الدرجة الثانيّة | 1             | 0           | 0             | 0           | 0             | 0            | 1             | 0           |
| رودا كيركراده | المجموع       | المجموع        | 65            | 3           | 1             | 0           | 3             | 0            | 69            | 3           |
| سانت إتيان    | 2022 - 23     | الدرجة الثانيّة | 2             | 0           | 0             | 0           | -             | -            | 2             | 0           |
| المجموع الكُلّي | المجموع الكُلّي | المجموع الكُلّي  | 67            | 3           | 1             | 0           | 3             | 0            | 71            | 3           |